# Tres tristes tigres (pel·lícula)
Tres tristes tigres és una pel·lícula xilena de 1968, dirigida per Raúl Ruiz Pino.És un drama inspirat en l'obra de teatre homònima escrita per Alejandro Sieveking, basada en la novel·la homònima de Guillermo Cabrera Infante, amb adaptació del guió realitzada pel mateix Ruiz, convertint-se en el seu primer llargmetratge.
Després del Cop militar de l'11 de setembre de 1973, la pel·lícula es va perdre de Xile, però gràcies a una còpia guardada a l'Uruguai va poder ser restaurada i tornada a exhibir al Festival Internacional de Cinema de Viña del Mar, en 1993. Així mateix, la Cinemateca Francesa té en la seva col·lecció en línia una versió restaurada.

## Argument
La pel·lícula narra la història de 3 personatges, Tito (Nelson Villagra), Amanda (Shenda Román) i Lucho (Luis Alarcón), que se submergeixen en un viatge entre bars i cantines de la ciutat tractant d'ocultar la seva misèria mentre van de gresca. Mentre Rudy (Jaime Vadell), espera que Tito li porti uns documents que li han enviat des de la província.
Els 3 personatges posseeixen una història de misèries i frustracions, Tito viu en la pobresa, la seva germana Amanda és ballarina de club nocturn i ocasionalment oficia de prostituta, Lucho és un professor provinent d’Angol.

## Repartiment
| Nelson Villagra  | Tito   |
| Shenda Román     | Amanda |
| Luis Alarcón     | Lucho  |
| Jaime Vadell     | Rudi   |
| Delfina Guzmán   | Alicia |
| Fernando Colina  |        |
| Belén Allasio    |        |
| Alonso Venegas   |        |
| Jaime Celedón    |        |
| Luis Melo        |        |
| Gabry Liz        |        |
| Nino Malerba     |        |
| Luis Torres      |        |
| Santiago Zúñiga  |        |
| Humberto Miranda |        |

## Premis
- Pardo d’ Oro del Festival Internacional de Cinema de Locarno (1969)[6]